# Box-office 2011 au Canada et aux États-Unis
Cet article traite du box-office de 2011 au Canada et aux États-Unis.

## Classement
| Rang | Titre                                                | Pays                                                                                           | Réalisateur                   | Budget en USD | Recettes      | Week-End |
| ---- | ---------------------------------------------------- | ---------------------------------------------------------------------------------------------- | ----------------------------- | ------------- | ------------- | -------- |
| 1.   | Harry Potter et les Reliques de la Mort - 2e partie  | Drapeau des États-Unis · Drapeau du Royaume-Uni                                                | David Yates                   | 125 000 000   | 381 011 219 $ | 19 (fin) |
| 2.   | Transformers 3 : La Face cachée de la Lune           | Drapeau des États-Unis                                                                         | Michael Bay                   | 195 000 000   | 352 390 543 $ | 15 (fin) |
| 3.   | Twilight, Chapitre IV : Révélation - 1re Partie      | Drapeau des États-Unis                                                                         | Bill Condon                   | 110 000 000   | 281 287 133 $ | 14 (fin) |
| 4.   | Very Bad Trip 2                                      | Drapeau des États-Unis                                                                         | Todd Phillips                 | 80 000 000    | 254 464 350 $ | 16 (fin) |
| 5.   | Pirates des Caraïbes : La Fontaine de jouvence       | Drapeau des États-Unis                                                                         | Rob Marshall                  | 341 000 000   | 241 071 802 $ | 19 (fin) |
| 6.   | Fast and Furious 5                                   | Drapeau des États-Unis                                                                         | Justin Lin                    | 140 000 000   | 209 837 675 $ | 15 (fin) |
| 7.   | Mission Impossible : Protocole Fantôme               | Drapeau des États-Unis                                                                         | Brad Bird                     | 145 000 000   | 209 397 903 $ | 17 (fin) |
| 8.   | Cars 2                                               | Drapeau des États-Unis                                                                         | John Lasseter                 | 200 000 000   | 191 452 396 $ | 23 (fin) |
| 9.   | Sherlock Holmes : Jeu d'ombres                       | Drapeau des États-Unis · Drapeau du Royaume-Uni                                                | Guy Ritchie                   | 125 000 000   | 186 848 418 $ | 16 (fin) |
| 10.  | Thor                                                 | Drapeau des États-Unis                                                                         | Kenneth Branagh               | 150 000 000   | 181 030 624 $ | 16 (fin) |
| 11.  | La Planète des singes : Les Origines                 | Drapeau des États-Unis                                                                         | Rupert Wyatt                  | 93 000 000    | 176 760 185 $ | 19 (fin) |
| 12.  | Captain America: First Avenger                       | Drapeau des États-Unis                                                                         | Joe Johnston                  | 140 000 000   | 176 654 505 $ | 16 (fin) |
| 13.  | La Couleur des sentiments                            | Drapeau des États-Unis                                                                         | Tate Taylor                   | 25 000 000    | 169 708 112 $ | 30 (fin) |
| 14.  | Mes meilleures amies                                 | Drapeau des États-Unis                                                                         | Paul Feig                     | 32 500 000    | 169 106 725 $ | 20 (fin) |
| 15.  | Kung Fu Panda 2                                      | Drapeau des États-Unis                                                                         | Jennifer Yuh Nelson           | 150 000 000   | 165 249 063 $ | 18 (fin) |
| 16.  | Le Chat Potté                                        | Drapeau des États-Unis                                                                         | Chris Miller                  | 130 000 000   | 149 260 504 $ | 18 (fin) |
| 17.  | X-Men : Le Commencement                              | Drapeau des États-Unis                                                                         | Matthew Vaughn                | 160 000 000   | 146 408 305 $ | 17 (fin) |
| 18.  | Rio                                                  | Drapeau des États-Unis                                                                         | Carlos Saldanha               | 90 000 000    | 143 619 809 $ | 21 (fin) |
| 19.  | Les Schtroumpfs                                      | Drapeau des États-Unis                                                                         | Raja Gosnell                  | 105 000 000   | 142 614 158 $ | 20 (fin) |
| 20.  | Alvin et les Chipmunks 3                             | Drapeau des États-Unis                                                                         | Mike Mitchell                 | 75 000 000    | 133 110 742 $ | 25 (fin) |
| 21.  | Super 8                                              | Drapeau des États-Unis                                                                         | J. J. Abrams                  | 50 000 000    | 127 004 179 $ | 16 (fin) |
| 22.  | Rango                                                | Drapeau des États-Unis                                                                         | Gore Verbinski                | 135 000 000   | 123 477 607 $ | 18 (fin) |
| 23.  | Comment tuer son boss ?                              | Drapeau des États-Unis                                                                         | Seth Gordon                   | 35 000 000    | 117 538 559 $ | 16 (fin) |
| 24.  | Green Lantern                                        | Drapeau des États-Unis                                                                         | Martin Campbell               | 159 000 000   | 116 601 172 $ | 15 (fin) |
| 25.  | Hop                                                  | Drapeau des États-Unis                                                                         | Tim Hill                      | 63 000 000    | 108 085 305 $ | 11 (fin) |
| 26.  | Paranormal Activity 3                                | Drapeau des États-Unis                                                                         | Henry Joost et Ariel Schulman | 5 000 000     | 104 028 807 $ | 11 (fin) |
| 27.  | Le Mytho                                             | Drapeau des États-Unis                                                                         | Dennis Dugan                  | 80 000 000    | 103 028 109 $ | 14 (fin) |
| 28.  | Millénium : Les Hommes qui n'aimaient pas les femmes | Drapeau des États-Unis · Drapeau de la Suède · Drapeau du Royaume-Uni · Drapeau de l'Allemagne | David Fincher                 | 90 000 000    | 102 515 793 $ | 13 (fin) |
| 29.  | Bad Teacher                                          | Drapeau des États-Unis                                                                         | Jake Kasdan                   | 20 000 000    | 100 292 856 $ | 16 (fin) |
| 30.  | Cowboys et Envahisseurs                              | Drapeau des États-Unis                                                                         | Jon Favreau                   | 163 000 000   | 100 240 551 $ | 14 (fin) |

## Classement par Week End
| #  | Date              | Film no 1                                           | Recettes      |
| -- | ----------------- | --------------------------------------------------- | ------------- |
| 1  | 7 janvier 2011    | True Grit                                           | 14 605 135 $  |
| 2  | 14 janvier 2011   | The Green Hornet                                    | 33 526 876 $  |
| 3  | 21 janvier 2011   | Sex Friends                                         | 19 652 921 $  |
| 4  | 28 janvier 2011   | Le Rite                                             | 14 789 393 $  |
| 5  | 4 février 2011    | La Colocataire                                      | 15 002 635 $  |
| 6  | 11 février 2011   | Le Mytho                                            | 30 514 732 $  |
| 7  | 18 février 2011   | Sans Identité                                       | 21 856 389 $  |
| 8  | 25 février 2011   | Hall Pass                                           | 13 535 374 $  |
| 9  | 4 mars 2011       | Rango                                               | 38 079 323 $  |
| 10 | 11 mars 2011      | World Invasion : Battle Los Angeles                 | 35 573 187 $  |
| 11 | 18 mars 2011      | Limitless                                           | 18 907 302 $  |
| 12 | 25 mars 2011      | Journal d'un dégonflé 2                             | 23 751 502 $  |
| 13 | 1er avril 2011    | Hop                                                 | 37 543 710 $  |
| 14 | 8 avril 2011      | Hop                                                 | 21 298 240 $  |
| 15 | 16 avril 2011     | Rio                                                 | 40 185 525 $  |
| 16 | 22 avril 2011     | Rio                                                 | 26 323 321 $  |
| 17 | 29 avril 2011     | Fast and Furious 5                                  | 86 198 765 $  |
| 18 | 6 mai 2011        | Thor                                                | 65 723 338 $  |
| 19 | 13 mai 2011       | Thor                                                | 3 403 035 $   |
| 20 | 20 mai 2011       | Pirates des Caraïbes : La Fontaine de jouvence      | 90 151 958 $  |
| 21 | 27 mai 2011       | Very Bad Trip 2                                     | 85 946 294 $  |
| 22 | 3 juin 2011       | X-Men : Le Commencement                             | 55 101 604 $  |
| 23 | 11 juin 2011      | Super 8                                             | 35 451 168 $  |
| 24 | 17 juin 2011      | Green Lantern                                       | 53 174 303 $  |
| 25 | 24 juin 2011      | Cars 2                                              | 66 135 507 $  |
| 26 | 1er juillet 2011  | Transformers 3 : La Face cachée de la Lune          | 97 500 475 $  |
| 27 | 8 juillet 2011    | Transformers 3 : La Face cachée de la Lune          | 47 103 276 $  |
| 28 | 15 juillet 2011   | Harry Potter et les Reliques de la Mort - 2e partie | 169 189 427 $ |
| 29 | 22 juillet 2011   | Captain America: First Avenger                      | 65 058 524 $  |
| 30 | 29 juillet 2011   | Cowboys et Envahisseurs                             | 36 431 290 $  |
| 31 | 5 août 2011       | La Planète des singes : Les Origines                | 54 806 191 $  |
| 32 | 12 août 2011      | La Planète des singes : Les Origines                | 27 832 307 $  |
| 33 | 19 août 2011      | La Couleur des sentiments                           | 26 044 590 $  |
| 34 | 26 août 2011      | La Couleur des sentiments                           | 20 018 659 $  |
| 35 | 2 septembre 2011  | La Couleur des sentiments                           | 14 536 118 $  |
| 36 | 9 septembre 2011  | Contagion                                           | 22 403 596 $  |
| 37 | 16 septembre 2011 | Le Roi lion 3D                                      | 30 151 614 $  |
| 38 | 23 septembre 2011 | Le Roi lion 3D                                      | 21 929 332 $  |
| 39 | 30 septembre 2011 | L'Incroyable Histoire de Winter le dauphin          | 19 152 401 $  |
| 40 | 7 octobre 2011    | Real Steel                                          | 27 319 677 $  |
| 41 | 14 octobre 2011   | Real Steel                                          | 16 291 655 $  |
| 42 | 21 octobre 2011   | Paranormal Activity 3                               | 52 568 183 $  |
| 43 | 28 octobre 2011   | Le Chat Potté                                       | 34 077 439 $  |
| 44 | 4 novembre 2011   | Le Chat Potté                                       | 33 054 644 $  |
| 45 | 11 novembre 2011  | Les Immortels                                       | 32 206 425 $  |
| 46 | 18 novembre 2011  | Twilight, Chapitre IV : Révélation - 1re Partie     | 138 122 261 $ |
| 47 | 25 novembre 2011  | Twilight, Chapitre IV : Révélation - 1re Partie     | 41 683 574 $  |
| 48 | 2 décembre 2011   | Twilight, Chapitre IV : Révélation - 1re Partie     | 16 535 465 $  |
| 49 | 9 décembre 2011   | Happy New Year                                      | 13 019 180 $  |
| 50 | 16 décembre 2011  | Sherlock Holmes : Jeu d'ombres                      | 39 637 079 $  |
| 51 | 23 décembre 2011  | Mission impossible : Protocole Fantôme              | 29 556 629 $  |
| 52 | 30 décembre 2011  | Mission impossible : Protocole Fantôme              | 29 421 879 $  |